# Agonopterix goughi
Agonopterix goughi is een vlinder uit de familie grasmineermotten (Elachistidae). De wetenschappelijke naam van deze soort is voor het eerst geldig gepubliceerd in 1958 door Bradley.
De soort komt voor in tropisch Afrika.